# بالی (هاورا)
بالی (به انگلیسی: Bali) محله‌ای در شهر هاورای ایالت بنگال غربی در کشور هند است. بالی ۱۵ متر بالاتر از سطح دریا واقع شده‌است.